# Чёрный Курнуж
 Чёрный Курнуж  — деревня в Тоншаевском районе Нижегородской области.

## География
Расположена на расстоянии примерно 6 км на юго-запад по прямой от районного центра посёлка Тоншаево.

## История
Известна с 1872 года как починок Курнуж Чёрный (Петухи)  с 2 дворами и 16 жителями. С 2004 по 2020 год в составе Березятского сельсовета.

## Население
Постоянное население составляло 7 человек (русские 43%, грузины 57%) в 2002 году, 1 в 2010.